# Sylvania (Alabama)
 Sylvania, Alabama és una població dels Estats Units a l'estat d'Alabama. Segons el cens del 2000 tenia 1.186 habitants.

## Demografia
Segons el cens del 2000, Sylvania tenia 1.186 habitants, 485 habitatges, i 354 famílies La densitat de població era de 62,5 habitants/km².
Dels 485 habitatges en un 34% hi vivien nens de menys de 18 anys, en un 59,2% hi vivien parelles casades, en un 10,5% dones solteres, i en un 27% no eren unitats familiars. En el 25,2% dels habitatges hi vivien persones soles l'11,8% de les quals corresponia a persones de 65 anys o més que vivien soles. El nombre mitjà de persones vivint en cada habitatge era de 2,45 i el nombre mitjà de persones que vivien en cada família era de 2,89.
Per edats la població es repartia de la següent manera: un 24,3% tenia menys de 18 anys, un 9,8% entre 18 i 24, un 27,5% entre 25 i 44, un 25,3% de 45 a 60 i un 13,2% 65 anys o més.
L'edat mediana era de 38 anys. Per cada 100 dones hi havia 91,6 homes. Per cada 100 dones de 18 o més anys hi havia 88,7 homes.
La renda mediana per habitatge era de 28.553 $ i la renda mediana per família de 35.000 $. Els homes tenien una renda mediana de 28.681 $ mentre que les dones 19.620 $. La renda per capita de la població era de 15.561 $. Aproximadament el 13,6% de les famílies i el 16,6% de la població estaven per davall del llindar de pobresa.

## Poblacions més properes
El següent diagrama mostra les poblacions més properes.